# Onthophagus cooloola
Onthophagus cooloola là một loài bọ cánh cứng trong họ Bọ hung (Scarabaeidae).